# Atlee Pomerene

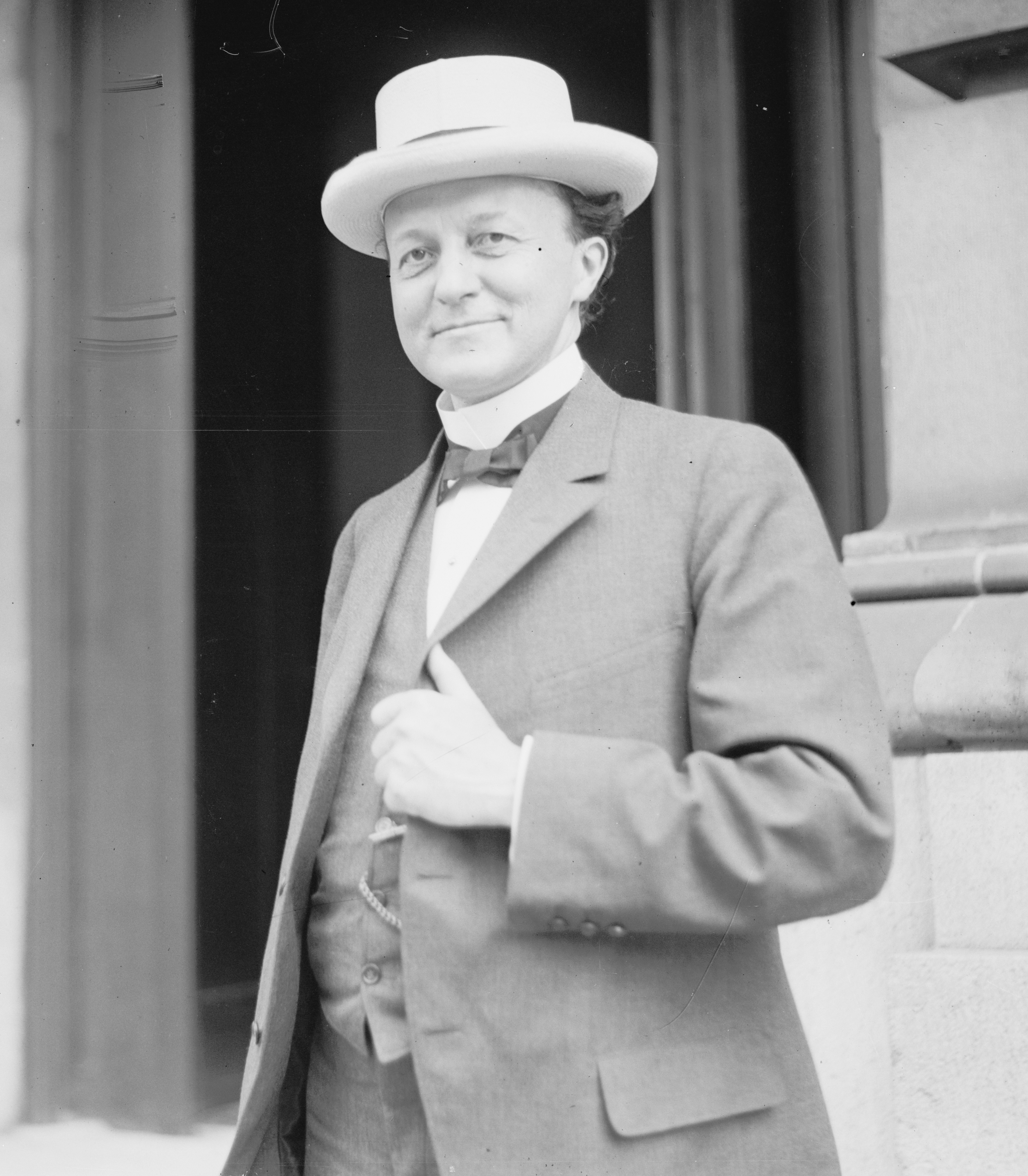
Atlee Pomerene

Atlee Pomerene (* 6. Dezember 1863 in Berlin, Ohio; † 12. November 1937 in Cleveland, Ohio) war ein US-amerikanischer Politiker für die Demokraten.
Pomerene studierte Rechtswissenschaften an der Princeton University und der University of Cincinnati. 1886 begann er in Canton (Ohio) als Anwalt zu arbeiten. Nachdem er in einer Vielzahl von Städten, Countys und staatlichen Behörden als Rechtsanwalt und Staatsanwalt tätig war, wurde er 1910 zum Vizegouverneur von Ohio gewählt. Diesen Posten behielt er allerdings nur bis 1911, da er in den US-Senat gewählt wurde. 1916 konnte er die Wahl für eine zweite Amtszeit gewinnen, verlor dann allerdings bei der Wahl für eine dritte Amtszeit. Im Senat war er Vorsitzender des Committee on Civil Service and Retrenchment, des Committee on Privileges and Elections und des Committee on Corporations Organized in the District of Columbia.
1924 wurde er von Präsident Calvin Coolidge als Sonderermittler bestimmt, um den „Teapot Dome“-Sachverhalt zu untersuchen. In dem Fall ging es um den US-Innenminister Albert B. Fall, der Ölförderrechte in Wyoming unrechtmäßig vergeben hatte.
1928 scheiterte Pomerene bei der Nominierung als demokratischer Kandidat für die Wahl des US-Präsidenten.